# دوت (لغة الوصف للرسم بياني)
دوت (بالإنجليزية: DOT) عبارة عن لغة لوصف الرسم بيانية بحيث يكتب ملف نصي عادي ويتم تحويله إلى رسم بياني. وتعتبر لغة الدوت بسيطة يسهل قرائتها والتعامل معها وغالباً ما تكون الملفات التي تنتهي بالامتداد.GV أو.DOT

## أمثلة

### رسم بياني غير موجّه

رسم بياني غير موجّه

لغة دوت في أبسط استخدامها يمكنها أن تصف الرسم البياني الغير موجّه كما هو موضح العلاقات بين الأحرف (a b c d)
```
 

 
// The graph name and the semicolons are optional

 
graph
 
graphname
 
{

     
a
 
--
 
b
 
--
 
c
;

     
b
 
--
 
d
;

 
}

```